# Volta Redonda Futebol Clube
O Volta Redonda Futebol Clube, ou simplesmente Volta Redonda, é um clube poliesportivo brasileiro sediado em Volta Redonda, no Sul Fluminense, região do Rio de Janeiro. Foi fundado em 9 de fevereiro de 1976, e suas cores são o amarelo, preto e branco, ostentando como principais conquistas os títulos de campeão brasileiro da Série C de 2024 e campeão brasileiro da Série D de 2016.
Desde sua fundação, em 1976, seus maiores feitos foram no futebol. Seus primeiros títulos foram da segunda divisão estadual, a tendo conquistado em 1987 e em 1990. 
Durante a década de 1990 conquistou três títulos da Copa Rio, em 1994, 1995 e 1999, duas edições do Campeonato do Interior em 1994 e 1995, além de um vice-campeonato nacional, da Série C, em 1995. 
No início do século XXI, conquistou o terceiro título da segunda divisão em 2004, um título da Taça Guanabara em 2005 e a Copa Rio de 2007. Nesse período sagrou-se vice-campeão estadual em 2005, chegou até às quartas de final da Copa do Brasil em 2006, e foi campeão da Copa Finta Internacional, torneio oficial organizado pela FERJ em 2005, primeiro título internacional da história do clube.
A década de 2010 ficou marcada pela maior conquista na história do clube até então, a Série D do Campeonato Brasileiro de 2016, conquistada contra o CSA na final e de maneira invicta, sem perder em nenhum jogo durante a campanha, sendo o quarto clube brasileiro na história a ser campeão nacional invicto de qualquer divisão desde 1971, quando o torneio recebeu o nome de Campeonato Brasileiro. No mesmo ano, conquistou a Taça Rio. Em 2017, foi adicionado uma estrela sob o escudo do Voltaço, em referência ao título nacional.
Superando a conquista nacional de 2016, o Volta Redonda sagrou-se campeão da Série C do Campeonato Brasileiro de 2024 ao derrotar o Athletic na final.
O seu maior artilheiro em jogos oficiais é o atacante Humberto, com 79 gols marcados entre 1990 e 2005, tendo jogado também em outros clubes durante esse período. Quem mais vestiu a camisa do Voltaço é Bruno Barra, ainda atuando, tendo completado 400 jogos na segunda partida da semifinal do Campeonato Carioca de 2025 contra o Fluminense, com o Esquadrão de Aço vindo a terminar essa competição em terceiro lugar.
Ainda no ano de 2011, o Voltaço foi homenageado ao ser destacado no Museu do Futebol, em São Paulo, como uma forma de reconhecimento a sua relevância. Foi o primeiro clube do sul do Rio de Janeiro a ter espaço no museu.

## História

### Anos 1970 e 1980

#### Surgimento
Até 1975, os únicos times profissionais da cidade eram o Flamengo de Volta Redonda, mais conhecido como "Flamenguinho", e o Guarani Esporte Clube. Contudo, naquele ano ocorreu a fusão dos estados do Rio de Janeiro e da Guanabara e, consequentemente, a fusão das federações dos dois estados com a criação da Federação de Futebol do Estado do Rio de Janeiro (FERJ). O então presidente da Liga de Desportos de Volta Redonda, Getulio Albuquerque Guimarães, iniciou então o projeto, juntamente com o presidente do Flamenguinho de Volta Redonda, Guanayr de Souza Horst, para criar um clube de futebol para representar a cidade no novo Campeonato Estadual do Rio de Janeiro. Após dias de discussão na sede da Federação, além de uma corrida contra o tempo para montar a estrutura necessária para a existência de um time de futebol profissional no município, nascia, em 9 de fevereiro de 1976, o Volta Redonda Futebol Clube.

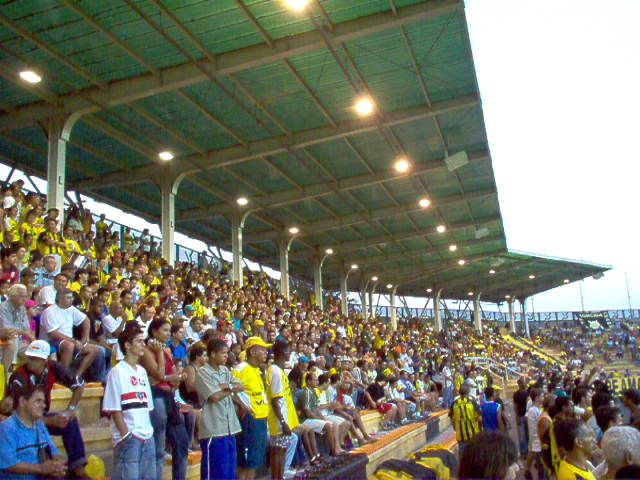
Torcida do Voltaço no Raulino de Oliveira.

O presidente do Flamenguinho defendia que deveria ser este o time a representar Volta Redonda, tendo sido Clube Regatas Flamengo de Volta Redonda o primeiro nome a ser escolhido. Contudo, ficou definido que haveria um novo time e que ele se chamaria Volta Redonda Futebol Clube e que ele teria as mesmas cores da cidade: preto, amarelo e branco. Foi escolhido como primeiro presidente do V.R.F.C. Ysnaldo dos Santos Gonçalves, irmão do então prefeito da cidade.
Nessa época, o Estádio Raulino de Oliveira pertencia à Companhia Siderúrgica Nacional (CSN) e era administrado, em regime de comodato, pelo Guarani Futebol Clube, já o Flamenguinho usava o estádio Edgar de Carvalho tradicional time amador da cidade. A prefeitura, a CSN e a Confederação Brasileira de Desportos (atual CBF), fizeram um acordo para a reforma do estádio, a fim de que abrigasse o novo time.
Nessa década, o Volta Redonda participou por três vezes da Série A do Campeonato Brasileiro, de 1976 a 1978. No último ano, obteve a melhor participação de sua história, terminando na 32.ª colocação entre 74 participantes. Na Série B de 1982, o clube aplicou a maior goleada da história da competição até então: 8 a 0 contra o Operário-MT. A marca só foi superada 24 anos depois, pelo Paulista, que derrotou o Paysandu por 9 a 0 em 2006.
Uma curiosidade é que mesmo sendo da Região Sudeste, em 1976 o Volta Redonda foi convidado para o Torneio José Américo de Almeida Filho de 1976 

### Anos 1990 e 2000

#### Títulos da Copa Rio e vice-campeonato brasileiro da Série C
Em 1994, a equipe fez história ao levantar o caneco da Copa Rio pela primeira vez. Na grande decisão, o Volta Redonda derrotou o Fluminense na disputa por pênaltis e se tornou o primeiro clube do interior a vencer a competição. O clube ainda conquistaria a competição em 1995 e 1999.
Com a conquista, a equipe se qualificou para disputar a Copa do Brasil de 1995. Foi nesse ano, também, que o clube obteve sua melhor classificação no Campeonato Brasileiro da Série C. Após avançar na primeira fase, o Voltaço eliminou Santo André, Botafogo-SP, Linhares EC, Rio Branco-ES e Atlético Goianiense até chegar à final contra o XV de Piracicaba. No primeiro jogo da decisão, o time fluminense foi derrotado por 2 a 0 em Piracicaba. Na partida de volta, em casa, derrota por 1 a 0, o que confirmou o vice-campeonato nacional.

### Anos 2000 e 2010

#### Volta à elite , modernização do estádio e conquistas estaduais
Em 2002, o Atacante Fábio vestindo nossa camisa 11 conquistou a primeira e maior artilharia da história do clube em competições anotando 16 gols no Campeonato Carioca,  a marca é o maior Score da primeira divisão de profissionais do estado do Rio no século XXI. 

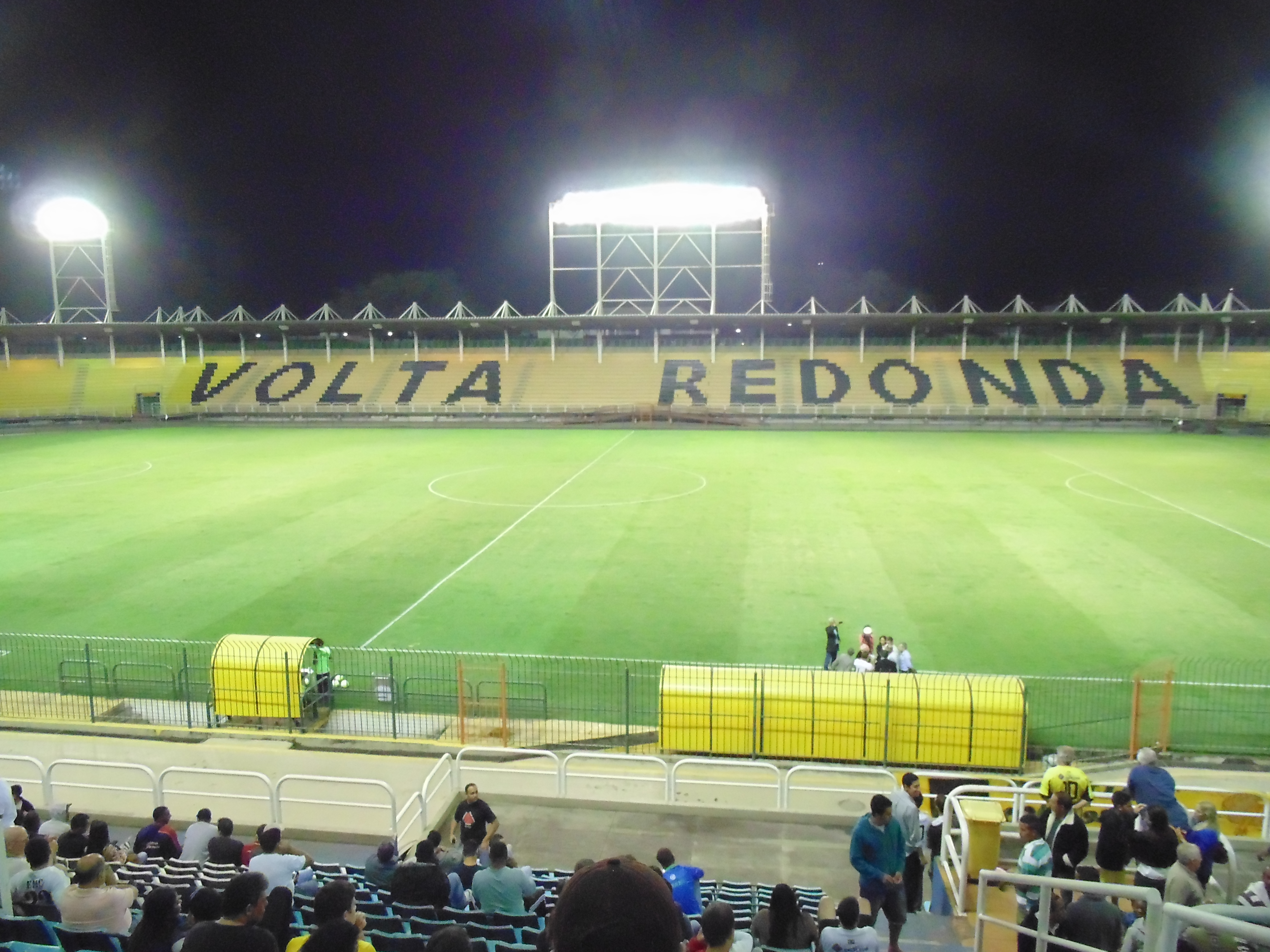
Estádio Raulino de Oliveira, conhecido como Estádio da Cidadania.

Em 2004 um novo e moderno estádio foi reinaugurado, no mesmo local do antigo Raulino de Oliveira, com a alcunha de Estádio da Cidadania e capacidade para 20 mil pessoas. Após a reformulação do alçapão, bons resultados começaram a aparecer, campeão da segunda divisão do Rio de Janeiro.
No ano seguinte a equipe conquistou pela primeira vez a Taça Guanabara, o primeiro turno do Campeonato Carioca, após derrotar o Americano nos pênaltis. Com a conquista, o Volta Redonda se credenciou para disputar a final do Campeonato Carioca contra o Fluminense, vencedor da Taça Rio. No primeiro jogo da decisão, o Voltaço venceu por 4 a 3. Com a vantagem, o clube poderia empatar na partida de volta para levar o título. No entanto, com um gol aos 47 minutos do 2.º tempo, o Fluminense venceu por 3 a 1 e ficou com o título.

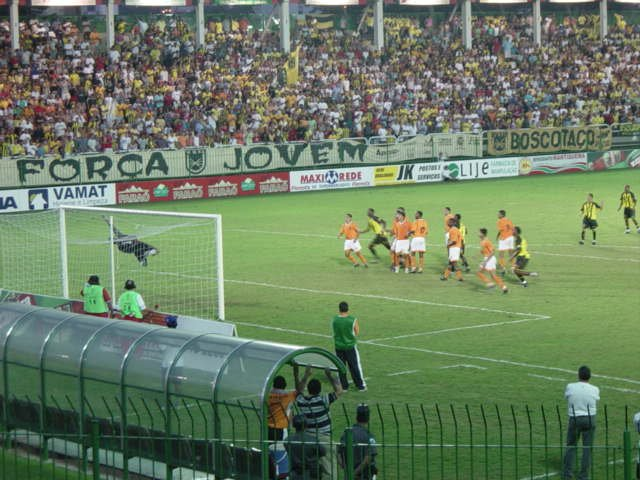
Volta Redonda em 2004

Em 2006 o clube fez sua melhor campanha na história da Copa do Brasil: após deixar para trás América Mineiro, Atlético Paranaense e 15 de Novembro, o Voltaço só foi eliminado nas quartas de final, diante do Vasco da Gama. Em 2007, foi mais uma vez campeão da Copa Rio, tornando-se o maior vencedor da competição ao derrotar a Cabofriense nos pênaltis. Com o título, o clube se qualificou para disputar a Copa do Brasil de 2008, torneio no qual foi eliminado na segunda fase.

### Década de 2010

#### Conquistas da Taça Rio e do Brasileirão Série D
Em 2016 o Volta Redonda conquistou a Taça Rio após derrotar o Resende, em jogo único, por 3 a 0. Os gols da conquista, disputada em São Januário foram marcados por Dija Baiano, Bruno Barra e Tiago Amaral, o artilheiro do Campeonato Carioca daquele ano.
No segundo semestre, conquistou o Campeonato Brasileiro da Série D, o primeiro título nacional de sua história. Com uma campanha irretocável, com dez vitórias e seis empates, o Volta Redonda se tornou a segunda equipe a vencer a competição de forma invicta.
Na fase de grupos, o Volta Redonda enfrentou URT, Desportiva Ferroviária e Goianésia em jogos de turno e returno. Sem perder nenhuma partida, se classificou de forma antecipada com o empate em 0 a 0 diante da URT, em Patos de Minas, na penúltima rodada. Na segunda fase, por conta do diagrama da competição, mais uma vez o rival foi a URT. Após empatar em 1 a 1 no jogo de ida, fora de casa, o ''Voltaço'' venceu por 2 a 0 no Raulino de Oliveira e avançou. Na terceira fase, o adversário foi Anápolis. Dessa vez, o time fluminense venceu o primeiro jogo por 2 a 1, em Goiás, e só precisou segurar o empate por 0 a 0 para se classificar para a fase final. Com a segunda melhor campanha dentre as equipes classificas às quartas de final, o clube enfrentou o Fluminense de Feira, time com a segunda pior classificação. No primeiro duelo, em Feira de Santana, vitória por 3 a 2. No jogo da volta, triunfo por 2 a 1. A classificação para semifinal garantiu o acesso do  Volta Redonda para a Série C de 2017.
Após alcançar o primeiro objetivo, o interesse do Voltaço passou a ser a conquista do título. Na semifinal, enfrentou o Moto Club e, após empatar por 1 a 1 fora de casa, o clube venceu por 3 a 1 em Volta Redonda. Na grande final contra o CSA, o time segurou o empate por 0 a 0 no Estádio Rei Pelé. Em casa, o Volta Redonda engoliu o rival com uma goleada por 4 a 0, dois gols de Marcos Júnior, um de David Batista e um de Dija Baiano. A vitória garantiu o título invicto e a primeira taça em âmbito nacional do ''Voltaço''.

### Década de 2020

#### Boas campanhas no Estadual
Em 2020, o clube chegou à semifinal da Taça Guanabara e da Taça Rio, sendo eliminado pelo Boavista e Flamengo, respectivamente, terminando na 3ª colocação na classificação geral do Campeonato Carioca.
Em 2021, o clube disputou até a última rodada o título da Taça Guanabara dependendo apenas de si para ser campeão. A disputa envolvia também o Flamengo e o Fluminense, o último citado apenas seria campeão caso houvesse um empate entre Flamengo e o Volta Redonda, no entanto, o voltaço perdeu para o Flamengo por 2 a 1 e viu seu adversário ser campeão. Nas semifinais do Cariocão, o clube encontraria novamente o Flamengo, mas o clube perdeu os dois jogos por goleada e se despediu da competição terminando 4ª colocação na classificação geral.

#### Rebaixamento no Estadual
Em 2022 foi rebaixado no Campeonato Carioca após péssima sequência do trabalho de Neto Colucci, o que culminou também na demissão do técnico. O rebaixamento foi confirmado após o Boavista recuperar seus pontos no TJD-RJ.

#### Retorno à elite do Campeonato Carioca
O Voltaço contratou Rogério Corrêa para assumir o time principal, e desde sua contratação, perdeu apenas 1 jogo e conseguiu mostrar bom futebol para a torcida. No final da temporada 2022, o time conquistou o título da Série A2 e obteve o acesso à elite do Campeonato Carioca em 2023.
Em 2023, o clube fez uma boa campanha na Taça Guanabara terminando em 4° colocado, se classificando as semifinais do Campeonato Carioca. O Voltaço após vencer o jogo de ida por 2x1 no Raulino de Oliveira, sucumbiu diante o Fluminense no Maracanã pelo placar de 7x0. Terminando a competição em 4° colocado. Pelo Campeonato Brasileiro - Série C, após bom início de temporada tendo qualificado para às fases de promoção em 2° lugar no grupo geral, o Voltaço acabou perdendo a promoção à Série B por uma diferença de dois no saldo de gols, tendo o último jogo da fase, contra o Paysandu, jogo esse que terminou 1-0 para equipe Paraense, um confronto direto pela vaga. O clube aurinegro ficou em 3° colocado, com 10 pontos em 6 jogos.

#### A conquista da Série C do Campeonato Brasileiro
Em 2024, o começo do ano não foi dos melhores para o Volta Redonda, que terminou apenas em décimo lugar no campeonato estadual e chegou perto de ser rebaixado. No entanto, a equipe melhorou e fez uma boa campanha na Série C, terminando a primeira fase em 5º lugar. No quadrangular final, dividiu o grupo A com Botafogo-PB, São Bernardo e Remo. Na 5ª rodada, após sua vitória sobre o Botafogo-PB e do Remo sobre o São Bernardo, o Voltaço garantiu o acesso para a Série B, retornando à segunda divisão nacional após 26 anos.
Após garantir o acesso, o clube se habilitou a disputar a final do campeonato contra o Athletic. No jogo de ida, o Volta Redonda venceu o jogo com dificuldade por 1 a 0, ficando com a vantagem do empate para o jogo de volta. Em Minas Gerais, o Voltaço venceu fora de casa por 2 a 0 e se consagrou campeão nacional pela segunda vez na história do clube.

## Títulos
| NACIONAIS                   | NACIONAIS                       | NACIONAIS | NACIONAIS                      |
|                             | Competição                      | Títulos   | Temporadas                     |
| --------------------------- | ------------------------------- | --------- | ------------------------------ |
|                             | Campeonato Brasileiro - Série C | 1         | 2024                           |
|                             | Campeonato Brasileiro - Série D | 1         | 2016                           |
| ESTADUAIS                   |                                 |           |                                |
|                             | Competição                      | Títulos   | Temporadas                     |
|                             | Copa Rio                        | 5         | 1994, 1995, 1999 , 2007 e 2022 |
|                             | Campeonato Carioca - Série A2   | 4         | 1987, 1990, 2004 e 2022        |
| TURNOS E ANEXOS AO ESTADUAL |                                 |           |                                |
|                             | Competição                      | Títulos   | Temporadas                     |
|                             | Taça Guanabara                  | 1         | 2005                           |
|                             | Taça Rio                        | 1         | 2016                           |
|                             | Torneio Independência           | 1         | 2020                           |
|                             | Taça Santos Dumont              | 1         | 2022                           |
|                             | Campeonato do Interior          | 2         | 1994 e 1995                    |

 Campeão Invicto

### Campanhas de destaque
| Volta Redonda Futebol Clube     | Volta Redonda Futebol Clube        | Volta Redonda Futebol Clube | Volta Redonda Futebol Clube | Volta Redonda Futebol Clube |
| Torneio                         | Campeão                            | Vice-campeão                | Terceiro colocado           | Quarto colocado             |
| ------------------------------- | ---------------------------------- | --------------------------- | --------------------------- | --------------------------- |
| Campeonato Brasileiro – Série C | 1 (2024)                           | 1 (1995)                    | 0 (não possui)              | 0 (não possui)              |
| Campeonato Brasileiro – Série D | 1 (2016)                           | 0 (não possui)              | 0 (não possui)              | 0 (não possui)              |
| Campeonato Carioca              | 0 (não possui)                     | 1 (2005)                    | 2 (2020 e 2025)             | 2 (2021 e 2023)             |
| Copa Rio                        | 5 (1994, 1995, 1999 , 2007 e 2022) | 0 (não possui)              | 3 (1998, 2013 e 2015)       | 1 (1992)                    |
| Campeonato Carioca - Série A2   | 4 (1987, 1990, 2004 e 2022)        | 0 (não possui)              | 0 (não possui)              | 1 (2003)                    |

## Estatísticas

### Participações
|  | Participações em 2025 |

| Competição     | Competição            | Temporadas | Melhor campanha         | Estreia | Última | P | R |
| -------------- | --------------------- | ---------- | ----------------------- | ------- | ------ | - | - |
| Rio de Janeiro | Campeonato Carioca    | 45         | Vice-campeão (2005)     | 1976    | 2025   |   | 4 |
| Rio de Janeiro | Série A2              | 7          | Campeão (4 vezes)       | 1986    | 2022   | 4 | – |
| Rio de Janeiro | Campeonato Fluminense | 1          | 3º colocado (1978)      | 1978    | 1978   | – | – |
| Brasil         | Campeonato Brasileiro | 3          | 32º colocado (1978)     | 1976    | 1978   |   | – |
| Brasil         | Série B               | 9          | 14º colocado (1996)     | 1981    | 2025   | – | 1 |
| Brasil         | Série C               | 16         | Campeão (2024)          | 1988    | 2024   | 2 | – |
| Brasil         | Série D               | 4          | Campeão (2016)          | 2011    | 2016   | 1 |   |
| Brasil         | Copa do Brasil        | 10         | Quartas de final (2006) | 1995    | 2026   |   |   |

## Sede e estádio

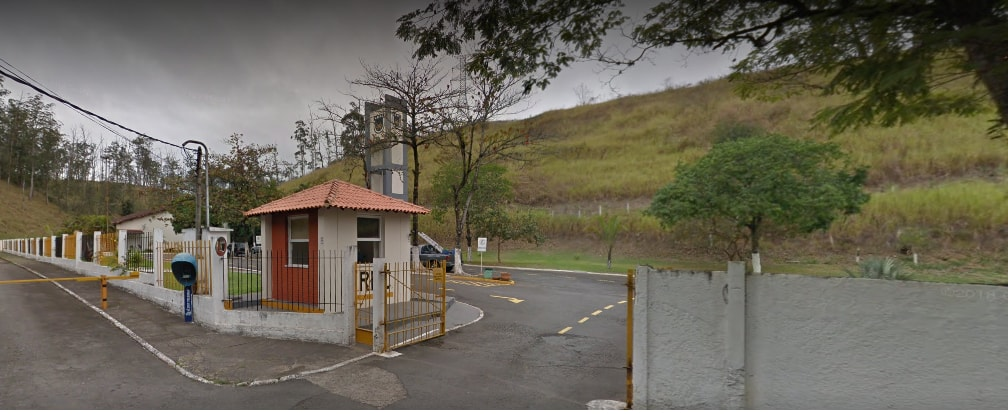
Entrada da sede do Volta Redonda FC.

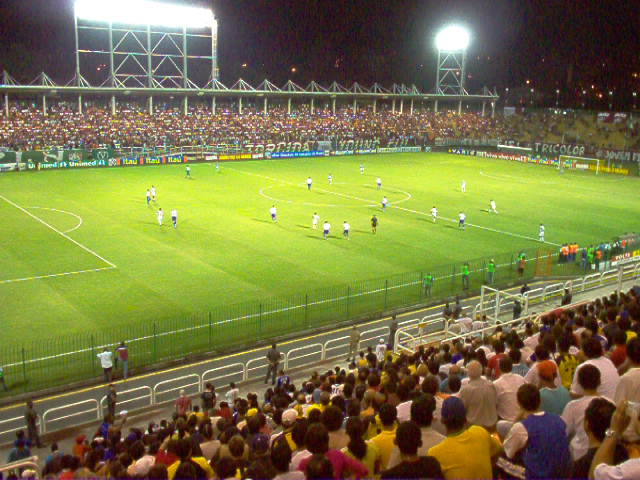
Estádio Raulino de Oliveira.

Preparada para atender as necessidades dos jogadores do Voltaço, a sede do clube fica no bairro São Lucas, em Volta Redonda, e reflete uma trajetória de sucesso. A transformação da sede administrativa ocorreu em 2003, quando o presidente Rogério Loureiro assumiu a presidência. As novas dependências foram apresentadas ao público no início do mês de maio, no mesmo ano. Da antiga e simples concentração restaram apenas o espaço físico e o prédio. A sede se transformou num local extremamente confortável e bem aparelhado, com todos os requisitos de higiene e conforto.
Os torcedores, comissão técnica, jogadores e diretoria usufruem de um espaço bem estruturado com caixa de areia para treinamentos, piscina para trabalhos regenerativos, cozinha, sala de jogos, quartos para os jogadores solteiros que não residem na cidade, além de uma moderna academia de ginástica, que recebeu o nome de Sérgio Loureiro, patriarca da família Loureiro que, desde que assumiu a direção do Voltaço, resolveu dar ao clube as condições necessárias para o seu crescimento dentro e fora do campo. Uma sala de troféus exibe suas conquistas e em suas paredes estão expostas fotos de ex-presidentes que colaboraram para o sucesso do clube.
O Volta Redonda disputa as suas partidas no Estádio Raulino de Oliveira, municipal, com capacidade para mais de 20.000 pessoas.
Foi o primeiro estádio de futebol no Brasil a abrigar no seu interior um complexo de esportes, lazer, saúde e educação, com acesso gratuito à população. Por isso, o estádio ganhou a alcunha de Estádio da Cidadania.

## Hino
Em abril de 2019, o hino ganhou uma nova versão, que foi produzida pelos torcedores e membros do Conselho Deliberativo. A letra, porém, não foi modificada.

## Rivalidades
O Volta Redonda, tem rivalidade com os clubes do Barra Mansa e o do Resende, sendo considerada a rivalidade com o Barra Mansa maior, pois são cidades vizinhas e os dois clubes tem grande torcida se comparado com os clubes de menor investimento do estado fluminense. É comum em fóruns esportivos, como no site do Diário do Vale e no FutRio observar a rivalidade entre a torcida do Voltaço e a torcida do Barra Mansa.

## Elenco atual
Última atualização: 18 de Setembro de 2020 

 Última atualização: 10 de Março de 2021.

### Transferências
: Jogadores que retornam de empréstimo

: Jogadores emprestados
| Chegadas |      |                |                |      |
|          | Pos. | Jogador        | Clube Anterior | Ref. |
|          | M    | Naninho        | Madureira      |      |
|          | M    | Erick Flores   | Boavista - RJ  |      |
|          | A    | Daniel Ribeiro | America - RJ   |      |
|          | A    | Robertinho     | Tubarão - SC   |      |
|          | LE   | Hipólito       | Coimbra - MG   |      |
|          | V    | Gustavo        | Coimbra - MG   |      |
|          | A    | Alef Manga     | Coruripe - AL  |      |

| Saídas |      |          |                  |      |
|        | Pos. | Jogador  | Clube de Destino | Ref. |
|        | A    | Lelê     | Fluminense       |      |
|        | A    | Pedrinho | Ceará            |      |

## Futebolistas

### Jogadores notáveis
Esta é uma lista de jogadores notáveis que já atuaram pelo clube.
- Adriano Felício
- Alemão
- Ávalos
- Botelho
- Bruno Barra
- Cláudio Adão
- Darci
- Delei
- Eli Mendes
- Júnior Baiano
- Radamés
- Sérgio Manoel
- Sivaldo
- Túlio Maravilha
- Nunes
- Valdir Appel
- Valtinho

### Jogadores revelados

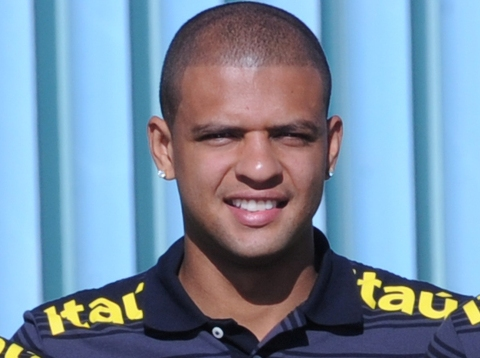
Felipe Melo foi revelado nas divisões de base do Voltaço

Esta é uma lista de jogadores consagrados que foram crias da base do Voltaço.
- Caio
- Dedé
- Donizete
- Élson
- Fábio
- Felipe Melo
- Gláuber
- Humberto
- Jonílson Jarrão
- Lopes
- Lugão
- Mádson
- Marcinho
- Robinho
- Zé Maria

### Maiores artilheiros
- Fonte: Voltaçopedia (jogos oficiais).[34]

### Mais partidas
| #  | País   | Nome           | Período   | Jogos |
| -- | ------ | -------------- | --------- | ----- |
| 1  | Brasil | BRUNO BARRA    | 2007-2024 | 389   |
| 2  | Brasil | VALTINHO       | 1986-2005 | 343   |
| 3  | Brasil | HUMBERTO       | 1990-2005 | 316   |
| 4  | Brasil | GLÁUBER        | 2001-2016 | 227   |
| 5  | Brasil | DENIMAR        | 1988-2003 | 227   |
| 6  | Brasil | BOTELHO        | 1979-1989 | 219   |
| 7  | Brasil | ROBERTO DÊNIS  | 1984-1996 | 187   |
| 8  | Brasil | EDUARDO ARAÚJO | 1990-1998 | 184   |
| 9  | Brasil | BETINHO        | 1977-1989 | 181   |
| 10 | Brasil | ROBERTO SILVA  | 1981-1995 | 178   |

Atualizado em 20 de outubro de 2024.
- Fonte: Voltaçopedia.[37]

### Treinadores de destaque

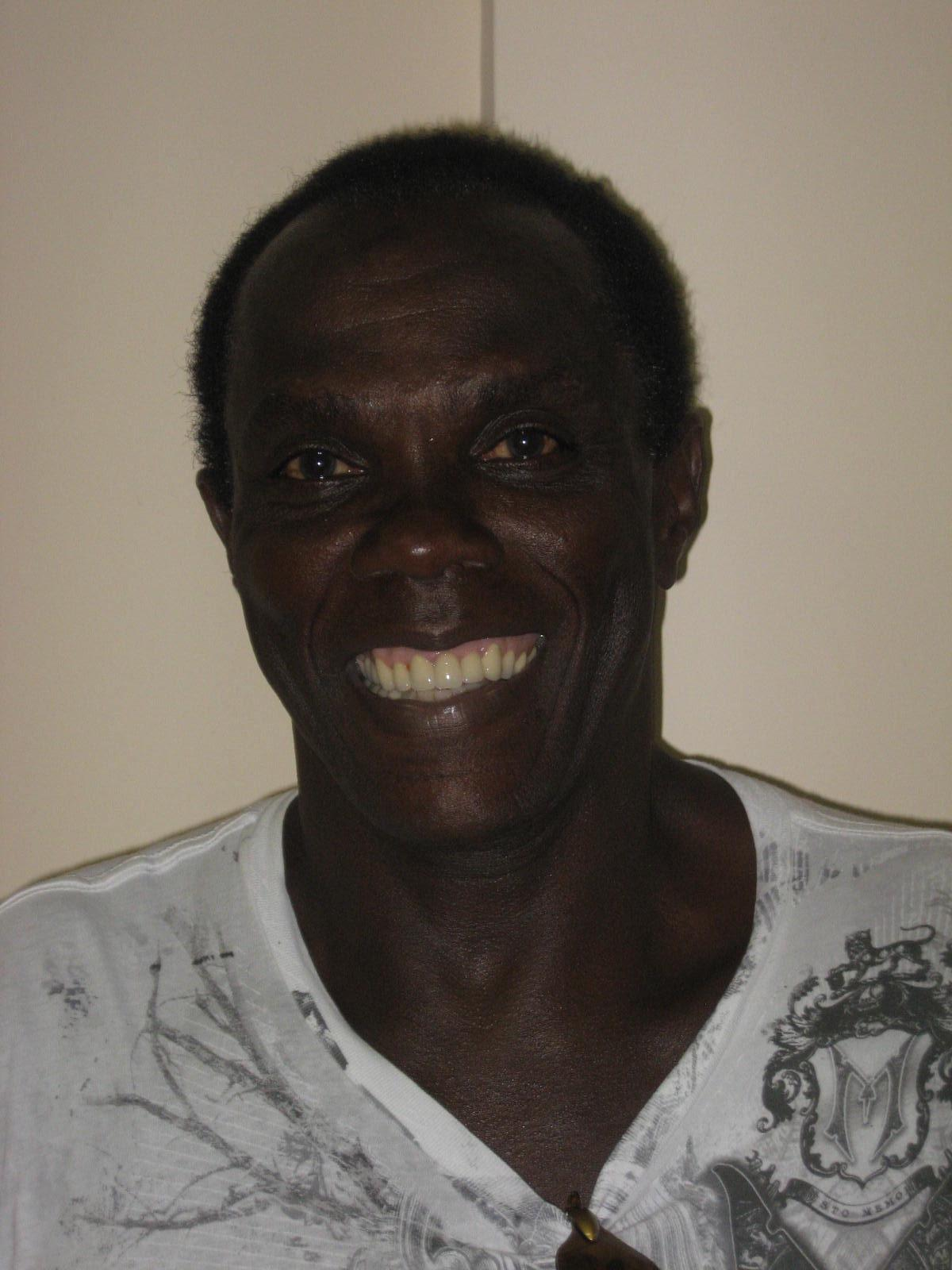
Cláudio Adão iniciou sua carreira de treinador no Volta Redonda.

- Paulinho de Almeida
- Jorge Vitório
- Wilton Xavier
- Aílton Ferraz
- Alfredo Sampaio
- Cairo Lima
- Cláudio Adão
- Dário Lourenço
- Felipe Surian
- Marcelo Buarque
- Marcelo Cabo
- Márcio Bittencourt
- Ricardo Drubscky
- Tita

## Futebol feminino
O clube possui uma equipe brasileira de futebol feminino, mais comumente conhecida por Mulheres de Aço. A equipe foi criada em 2008. O Volta Redonda Futebol Feminino sempre comandado pelo ex-jogador e treinador Almir Guedes da Silva foi criado em 2008 e em pouco tempo conquistou grandes títulos.O Voltaço Feminino se firmou como uma das grandes equipes de futebol feminino do estado do Rio de Janeiro.

### Títulos
| Nacionais               | Nacionais | Nacionais  | Nacionais |
| Competição              | Títulos   | Temporadas |           |
| ----------------------- | --------- | ---------- | --------- |
| Copa Coca-Cola Feminina | 1         | 2011       |           |
| Estaduais               |           |            |           |
| Competição              | Títulos   | Temporadas |           |
| Campeonato Carioca      | 1         | 2009       |           |

## Voleibol masculino
A equipe de voleibol masculino do Volta Redonda Futebol Clube foi um time de voleibol da cidade de Volta Redonda, Rio de Janeiro. Em 2014 foi anunciado o Fim da Equipe

### Histórico
Apesar de ser um clube com tradição no futebol fluminense, o Volta Redonda Futebol Clube é uma equipe de história recente no cenário do voleibol, tanto em nível estadual quanto nacional. Formada com o apoio da prefeitura da cidade, do governo estadual e dos empresários locais, a equipe encerrou um longo período no qual o estado do Rio de Janeiro não teve representantes na Superliga.
O time conquistou logo em seu primeiro ano de existência o Campeonato Carioca, torneio no qual ainda seria bicampeão em 2009 e 2010. Já na Superliga os resultados nunca foram tão expressivos, sendo que o melhor desempenho da equipe foi a nona colocação na Série A 2011/2012 sob o comando de Sérgio Negrão.

### Títulos
| Nacionais          | Nacionais | Nacionais  | Nacionais |
| Competição         | Títulos   | Temporadas |           |
| ------------------ | --------- | ---------- | --------- |
| Liga Nacional      | 1         | 2010       |           |
| Estaduais          |           |            |           |
| Competição         | Títulos   | Temporadas |           |
| Campeonato Carioca | 2         | 2009, 2010 |           |
| Copa Rio           | 2         | 2010, 2011 |           |

## Outras modalidades
A agremiação em competições desportivas.
- Atletismo
- Basquete
- Natação
- Showbol[41]